# Paolo Chiavenna
| 9796 Robotti           | 19 aprile 1996   |
| 11145 Emanuelli        | 29 agosto 1997   |
| 15379 Alefranz         | 29 agosto 1997   |
| 27900 Cecconi          | 7 settembre 1996 |
| 31254 Totucciogrisanti | 27 febbraio 1998 |
| 35270 Molinari         | 7 settembre 1996 |
| 39734 Marchiori        | 14 dicembre 1996 |
| 55854 Stoppani         | 8 novembre 1996  |
| 79382 Aliprandi        | 8 aprile 1997    |
| 79472 Chiorny          | 6 gennaio 1998   |

Paolo Chiavenna (...) è un astronomo italiano.

## Biografia
Il Minor Planet Center gli accredita la scoperta di quindici asteroidi, effettuate tra il 1995 e il 2000, tutte in collaborazione con altri astronomi: Marco Cavagna, Valter Giuliani, Francesco Manca, Piero Sicoli e Augusto Testa.